# Robert Lenz (Physiker)

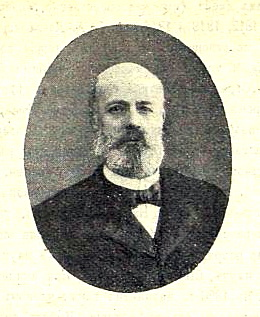
Robert Emiljewitsch Lenz

Robert Emiljewitsch Lenz (russisch Роберт Эмильевич Ленц; * 4. Novemberjul. / 16. November 1833greg. in St. Petersburg; † 20. Märzjul. / 2. April 1903greg. auf dem Landgut Kuujarwi bei Wyborg) war ein russischer Physiker und Hochschullehrer.

## Leben
Lenz, Sohn des Physikers Emil Lenz und Neffe des Indogermanisten Robert Lenz, besuchte die Schule der St. Petersburger reformierten Kirchengemeinde und studierte an der Universität St. Petersburg mit Abschluss 1855 als Kandidat der mathematischen Wissenschaften. Darauf wurde er Lehrer für Allgemeine Physik (ab 1857 auch Technische Physik) am St. Petersburger Technologischen Institut. Auch lehrte er an der Universität St. Petersburg, am Bergbau-Institut und an der Bauingenieurschule.
Lenz wurde 1862 mit seiner Arbeit über Magnetische Anomalie des Finnischen Meerbusens zum Magister und 1869 mit seiner Dissertation über den Einfluss der Temperatur auf die Wärmeleitfähigkeit der  Metalle zum Doktor der Physik promoviert. 1870–1880 war er Außerordentlicher Professor am Lehrstuhl für Physische Geographie der Universität St. Petersburg. 1876 wurde er zum Korrespondierenden Mitglied der Kaiserlichen Akademie der Wissenschaften gewählt. 1887 wurde er zum Verdienten Professor ernannt.
Als Mitglied der Russischen Geographischen Gesellschaft wurde Lenz bald Vorsitzender der Abteilung für Physische Geographie. Er organisierte in Russland alle internationalen Polarstationen und die Expeditionen zur systematischen Erforschung der Schwerkraft. Er beteiligte sich persönlich an astronomischen Beobachtungen und magnetischen Messungen in Persien und Astrachan sowie an Arbeiten zur Bestimmung der Schwerkraft in Finnland. Als Vertreter Russlands nahm er an den internationalen Polarkonferenzen in Hamburg, Bern und Wien teil sowie an der Internationalen Elektrizitätsausstellung 1881 in Paris.
Ab 1889 war Lenz Direktor der Expedition für die Beschaffung von Staatspapier für Dokumente, Geldscheine usw. und war Mitglied des Ministerkomitees (bis 1899). Er führte Innovationen ein und achtete ständig auf die 'Verbesserung des Lebens der Arbeiter und Angestellten. Er richtete Abteilungen für chemisch-technische, photochemische und künstlerische Untersuchungen ein sowie Klassen für Zeichner und Kupferstecher. Er untersuchte die Dichte von Papier in Abhängigkeit von Temperatur, Feuchtigkeit und anderen Faktoren.